# Großer Preis von Großbritannien 1991
Der Große Preis von Großbritannien 1991 (offiziell XLIV Foster's British Grand Prix) fand am 14. Juli auf dem Silverstone Circuit in Silverstone statt und war das achte Rennen der Formel-1-Weltmeisterschaft 1991.

## Berichte

### Hintergrund
Ein im Vergleich zum Großen Preis von Frankreich, der am Wochenende zuvor stattgefunden hatte, unverändertes Teilnehmerfeld trat auf dem durch mehrere neue Kurvenkombinationen modifizierten Traditionskurs von Silverstone an.
Mit Alain Prost (viermal), Nigel Mansell (zweimal) und Ayrton Senna (einmal) traten drei ehemalige Sieger zu diesem Grand Prix an. Mansell gewann dabei einmal, als der Große Preis von Großbritannien in Brands Hatch ausgetragen wurde.

### Training
Der in der WM-Wertung zu diesem Zeitpunkt zweitplatzierte Williams-Pilot Mansell setzte sich im Duell um die Pole-Position gegen den mit deutlichem Punktevorsprung führenden McLaren-Piloten Senna durch. Dahinter folgten deren beiden Teamkollegen Riccardo Patrese und Gerhard Berger vor den beiden Ferrari von Prost und Jean Alesi sowie den beiden Benetton von Roberto Moreno und Nelson Piquet.

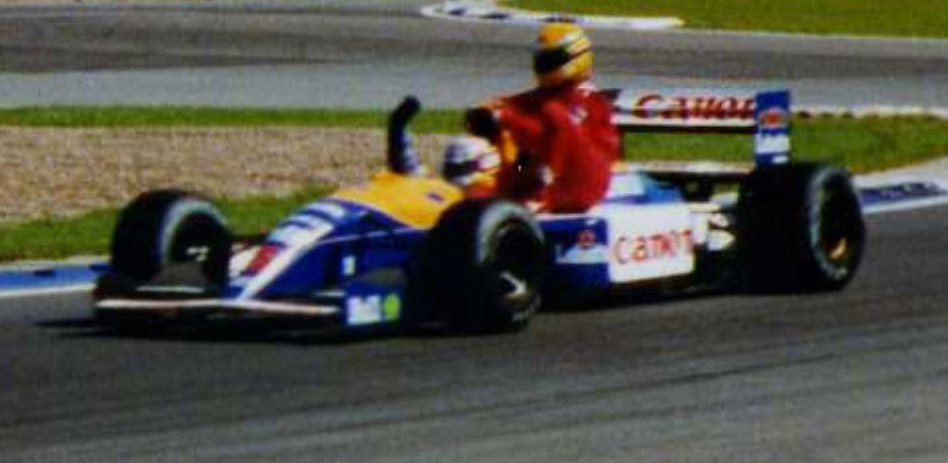
Ayrton Senna auf dem Seitenkasten von Nigel Mansell´s Williams.

### Rennen
Begünstigt durch einen schlechten Start Mansells konnte Senna zunächst in Führung gehen. Durch kurzzeitiges Deaktivieren des Drehzahlbegrenzers konterte Mansell allerdings bereits während der ersten Runde auf der Hangar Straight erfolgreich. Patrese musste das Rennen infolge einer Kollision mit Berger in der ersten Kurve beenden. Berger konnte das Rennen zwar fortsetzen, lag jedoch zunächst auf dem vierten Rang hinter Moreno. Diesen überholte er in Runde vier. Durch einen Boxenstopp fiel er in der 24. Runde auf den sechsten Rang zurück, gelangte jedoch binnen acht Umläufen wieder bis auf den vierten Rang hinter Mansell, Senna und Prost nach vorn. Weitere neun Runden später überholte er Prost.
In Runde 41 verunglückte Andrea de Cesaris in aussichtsreicher Position liegend in der Abbey-Kurve schwer, überstand den Unfall jedoch unverletzt.
Da Senna in der letzten Runde aufgrund von Kraftstoffmangel ausschied, wurde Berger am Ende Zweiter hinter dem siegreichen Mansell, der einen Hattrick erzielte. Prost belegte Platz drei vor Senna, der aufgrund seiner zurückgelegten Distanz als Vierter gewertet wurde. Piquet und Bertrand Gachot erreichten die Plätze fünf und sechs.
Während seiner Ehrenrunde nahm Mansell den ausgeschiedenen Senna auf dem Seitenkasten seines Wagens mit zum Parc Fermé.

## Meldeliste
| Team                              | Nr. | Fahrer             | Chassis            | Motor                    | Reifen |
| --------------------------------- | --- | ------------------ | ------------------ | ------------------------ | ------ |
| Honda Marlboro McLaren            | 01  | Ayrton Senna       | McLaren MP4/6      | Honda RA121E 3.5 V12     | G      |
| Honda Marlboro McLaren            | 02  | Gerhard Berger     | McLaren MP4/6      | Honda RA121E 3.5 V12     | G      |
| Braun Tyrrell Honda               | 03  | Satoru Nakajima    | Tyrrell 020        | Honda RA101E 3.5 V10     | P      |
| Braun Tyrrell Honda               | 04  | Stefano Modena     | Tyrrell 020        | Honda RA101E 3.5 V10     | P      |
| Canon Williams Team               | 05  | Nigel Mansell      | Williams FW14      | Renault RS3 3.5 V10      | G      |
| Canon Williams Team               | 06  | Riccardo Patrese   | Williams FW14      | Renault RS3 3.5 V10      | G      |
| Motor Racing Developments         | 07  | Martin Brundle     | Brabham BT60Y      | Yamaha OX99 3.5 V12      | P      |
| Motor Racing Developments         | 08  | Mark Blundell      | Brabham BT60Y      | Yamaha OX99 3.5 V12      | P      |
| Footwork Grand Prix International | 09  | Michele Alboreto   | Footwork FA12B     | Ford Cosworth DFR 3.5 V8 | G      |
| Footwork Grand Prix International | 10  | Stefan Johansson   | Footwork FA12B     | Ford Cosworth DFR 3.5 V8 | G      |
| Team Lotus                        | 11  | Mika Häkkinen      | Lotus 102B         | Judd EV 3.5 V8           | G      |
| Team Lotus                        | 12  | Johnny Herbert     | Lotus 102B         | Judd EV 3.5 V8           | G      |
| Fondmetal                         | 14  | Olivier Grouillard | Fondmetal GR01     | Ford Cosworth DFR 3.5 V8 | G      |
| Leyton House Racing               | 15  | Maurício Gugelmin  | Leyton House CG911 | Ilmor 2175A 3.5 V10      | G      |
| Leyton House Racing               | 16  | Ivan Capelli       | Leyton House CG911 | Ilmor 2175A 3.5 V10      | G      |
| AGS Racing                        | 17  | Gabriele Tarquini  | AGS JH25B          | Ford Cosworth DFR 3.5 V8 | G      |
| AGS Racing                        | 18  | Fabrizio Barbazza  | AGS JH25B          | Ford Cosworth DFR 3.5 V8 | G      |
| Camel Benetton Ford               | 19  | Roberto Moreno     | Benetton B191      | Ford Cosworth HB5 3.5 V8 | P      |
| Camel Benetton Ford               | 20  | Nelson Piquet      | Benetton B191      | Ford Cosworth HB5 3.5 V8 | P      |
| BMS Scuderia Italia               | 21  | Emanuele Pirro     | Dallara 191        | Judd GV 3.5 V10          | P      |
| BMS Scuderia Italia               | 22  | JJ Lehto           | Dallara 191        | Judd GV 3.5 V10          | P      |
| Minardi Team                      | 23  | Pierluigi Martini  | Minardi M191       | Ferrari 037 3.5 V12      | G      |
| Minardi Team                      | 24  | Gianni Morbidelli  | Minardi M191       | Ferrari 037 3.5 V12      | G      |
| Ligier Gitanes                    | 25  | Thierry Boutsen    | Ligier JS35B       | Lamborghini 3512 3.5 V12 | G      |
| Ligier Gitanes                    | 26  | Érik Comas         | Ligier JS35B       | Lamborghini 3512 3.5 V12 | G      |
| Scuderia Ferrari SpA              | 27  | Alain Prost        | Ferrari 643        | Ferrari 037 3.5 V12      | G      |
| Scuderia Ferrari SpA              | 28  | Jean Alesi         | Ferrari 643        | Ferrari 037 3.5 V12      | G      |
| Larrousse F1                      | 29  | Éric Bernard       | Lola LC91          | Ford Cosworth DFR 3.5 V8 | G      |
| Larrousse F1                      | 30  | Aguri Suzuki       | Lola LC91          | Ford Cosworth DFR 3.5 V8 | G      |
| Coloni Racing                     | 31  | Pedro Chaves       | Coloni C4          | Ford Cosworth DFR 3.5 V8 | G      |
| Team 7Up Jordan                   | 32  | Bertrand Gachot    | Jordan 191         | Ford Cosworth HB4 3.5 V8 | G      |
| Team 7Up Jordan                   | 33  | Andrea de Cesaris  | Jordan 191         | Ford Cosworth HB4 3.5 V8 | G      |
| Modena Team                       | 34  | Nicola Larini      | Lambo 291          | Lamborghini 3512 3.5 V12 | G      |
| Modena Team                       | 35  | Eric van de Poele  | Lambo 291          | Lamborghini 3512 3.5 V12 | G      |

## Klassifikationen

### Qualifying
| Pos. | Fahrer             | Konstrukteur       | Vorqualifikation | Vorqualifikation  | 1. Qualifikationstraining | 1. Qualifikationstraining | 2. Qualifikationstraining | 2. Qualifikationstraining | Start |
| Pos. | Fahrer             | Konstrukteur       | Zeit             | Ø-Geschwindigkeit | Zeit                      | Ø-Geschwindigkeit         | Zeit                      | Ø-Geschwindigkeit         | Start |
| ---- | ------------------ | ------------------ | ---------------- | ----------------- | ------------------------- | ------------------------- | ------------------------- | ------------------------- | ----- |
| 01   | Nigel Mansell      | Williams-Renault   | –                | –                 | 1:22,644                  | 227,646 km/h              | 1:20,939                  | 232,442 km/h              | 01    |
| 02   | Ayrton Senna       | McLaren-Honda      | –                | –                 | 1:23,277                  | 225,916 km/h              | 1:21,618                  | 230,508 km/h              | 02    |
| 03   | Riccardo Patrese   | Williams-Renault   | –                | –                 | 1:23,436                  | 225,485 km/h              | 1:22,109                  | 229,130 km/h              | 03    |
| 04   | Gerhard Berger     | McLaren-Honda      | –                | –                 | 1:23,045                  | 226,547 km/h              | 1:22,476                  | 228,110 km/h              | 04    |
| 05   | Alain Prost        | Ferrari            | –                | –                 | 1:24,726                  | 222,052 km/h              | 1:22,478                  | 228,104 km/h              | 05    |
| 06   | Jean Alesi         | Ferrari            | –                | –                 | 1:24,520                  | 222,593 km/h              | 1:22,881                  | 226,995 km/h              | 06    |
| 07   | Roberto Moreno     | Benetton-Ford      | –                | –                 | 1:25,715                  | 219,490 km/h              | 1:23,265                  | 225,948 km/h              | 07    |
| 08   | Nelson Piquet      | Benetton-Ford      | –                | –                 | 1:25,107                  | 221,058 km/h              | 1:23,626                  | 224,973 km/h              | 08    |
| 09   | Maurício Gugelmin  | Leyton House-Ilmor | –                | –                 | 1:25,834                  | 219,186 km/h              | 1:24,044                  | 223,854 km/h              | 09    |
| 10   | Stefano Modena     | Tyrrell-Honda      | –                | –                 | 1:24,925                  | 221,532 km/h              | 1:24,069                  | 223,788 km/h              | 10    |
| 11   | JJ Lehto           | Dallara-Judd       | 1:24,825         | 221,793 km/h      | 1:24,997                  | 221,344 km/h              | 1:24,141                  | 223,596 km/h              | 11    |
| 12   | Mark Blundell      | Brabham-Yamaha     | –                | –                 | 1:26,117                  | 218,466 km/h              | 1:24,165                  | 223,532 km/h              | 12    |
| 13   | Andrea de Cesaris  | Jordan-Ford        | 1:25,508         | 220,022 km/h      | 1:24,169                  | 223,522 km/h              | 1:24,319                  | 223,124 km/h              | 13    |
| 14   | Martin Brundle     | Brabham-Yamaha     | –                | –                 | 1:25,803                  | 219,265 km/h              | 1:24,345                  | 223,055 km/h              | 14    |
| 15   | Satoru Nakajima    | Tyrrell-Honda      | –                | –                 | 1:26,229                  | 218,182 km/h              | 1:24,560                  | 222,488 km/h              | 15    |
| 16   | Ivan Capelli       | Leyton House-Ilmor | –                | –                 | 1:25,951                  | 218,888 km/h              | 1:24,587                  | 222,417 km/h              | 16    |
| 17   | Bertrand Gachot    | Jordan-Ford        | 1:25,931         | 218,938 km/h      | 1:25,323                  | 220,499 km/h              | 1:24,592                  | 222,404 km/h              | 17    |
| 18   | Emanuele Pirro     | Dallara-Judd       | 1:25,726         | 219,462 km/h      | 1:25,136                  | 220,983 km/h              | 1:24,654                  | 222,241 km/h              | 18    |
| 19   | Thierry Boutsen    | Ligier-Lamborghini | –                | –                 | 1:25,530                  | 219,965 km/h              | 1:25,174                  | 220,884 km/h              | 19    |
| 20   | Gianni Morbidelli  | Minardi-Ferrari    | –                | –                 | 1:27,367                  | 215,340 km/h              | 1:25,222                  | 220,760 km/h              | 20    |
| 21   | Éric Bernard       | Lola-Ford          | –                | –                 | 1:26,235                  | 218,167 km/h              | 1:25,537                  | 219,947 km/h              | 21    |
| 22   | Aguri Suzuki       | Lola-Ford          | –                | –                 | 1:26,438                  | 217,654 km/h              | 1:25,583                  | 219,829 km/h              | 22    |
| 23   | Pierluigi Martini  | Minardi-Ferrari    | –                | –                 | 1:27,279                  | 215,557 km/h              | 1:25,583                  | 219,829 km/h              | 23    |
| 24   | Johnny Herbert     | Lotus-Judd         | –                | –                 | 1:27,207                  | 215,735 km/h              | 1:25,689                  | 219,557 km/h              | 24    |
| 25   | Mika Häkkinen      | Lotus-Judd         | –                | –                 | 1:26,936                  | 216,407 km/h              | 1:25,872                  | 219,089 km/h              | 25    |
| 26   | Michele Alboreto   | Footwork-Ford      | –                | –                 | 1:27,193                  | 215,770 km/h              | 1:26,192                  | 218,275 km/h              | 26    |
| DNQ  | Érik Comas         | Ligier-Lamborghini | –                | –                 | 1:26,486                  | 217,533 km/h              | 1:26,392                  | 217,770 km/h              | –     |
| DNQ  | Stefan Johansson   | Footwork-Ford      | –                | –                 | 1:28,204                  | 213,296 km/h              | 1:26,544                  | 217,388 km/h              | –     |
| DNQ  | Fabrizio Barbazza  | AGS-Ford           | –                | –                 | 1:31,697                  | 205,171 km/h              | 1:28,122                  | 213,495 km/h              | –     |
| DNQ  | Gabriele Tarquini  | AGS-Ford           | –                | –                 | 1:31,130                  | 206,448 km/h              | 1:28,136                  | 213,461 km/h              | –     |
| DNPQ | Olivier Grouillard | Fondmetal-Ford     | 1:26,299         | 218,005 km/h      | –                         | –                         | –                         | –                         | –     |
| DNPQ | Nicola Larini      | Lambo-Lamborghini  | 1:28,042         | 213,689 km/h      | –                         | –                         | –                         | –                         | –     |
| DNPQ | Eric van de Poele  | Lambo-Lamborghini  | 1:28,827         | 211,800 km/h      | –                         | –                         | –                         | –                         | –     |
| DNPQ | Pedro Chaves       | Coloni-Ford        | 1:29,735         | 209,657 km/h      | –                         | –                         | –                         | –                         | –     |

### Rennen
| Pos. | Fahrer            | Konstrukteur       | Runden | Stopps | Zeit        | Start | Schnellste Runde |
| ---- | ----------------- | ------------------ | ------ | ------ | ----------- | ----- | ---------------- |
| 01   | Nigel Mansell     | Williams-Renault   | 59     | 1      | 1:27:35,479 | 01    | 1:26,379         |
| 02   | Gerhard Berger    | McLaren-Honda      | 59     | 1      | + 42,293    | 04    | 1:26,633         |
| 03   | Alain Prost       | Ferrari            | 59     | 1      | + 1:00,150  | 05    | 1:26,589         |
| 04   | Ayrton Senna      | McLaren-Honda      | 58     | 0      | DNF         | 02    | 1:27,509         |
| 05   | Nelson Piquet     | Benetton-Ford      | 58     | 0      | + 1 Runde   | 08    | 1:27,857         |
| 06   | Bertrand Gachot   | Jordan-Ford        | 58     | 0      | + 1 Runde   | 17    | 1:28,869         |
| 07   | Stefano Modena    | Tyrrell-Honda      | 58     | 0      | + 1 Runde   | 10    | 1:27,936         |
| 08   | Satoru Nakajima   | Tyrrell-Honda      | 58     | 0      | + 1 Runde   | 15    | 1:29,379         |
| 09   | Pierluigi Martini | Minardi-Ferrari    | 58     | 0      | + 1 Runde   | 23    | 1:30,222         |
| 10   | Emanuele Pirro    | Dallara-Judd       | 57     | 0      | + 2 Runden  | 18    | 1:29,485         |
| 11   | Gianni Morbidelli | Minardi-Ferrari    | 57     | 0      | + 2 Runden  | 20    | 1:28,856         |
| 12   | Mika Häkkinen     | Lotus-Judd         | 57     | 0      | + 2 Runden  | 25    | 1:29,411         |
| 13   | JJ Lehto          | Dallara-Judd       | 56     | 0      | + 3 Runden  | 11    | 1:28,305         |
| 14   | Johnny Herbert    | Lotus-Judd         | 55     | 0      | DNF         | 24    | 1:29,877         |
| –    | Mark Blundell     | Brabham-Yamaha     | 52     | 0      | DNF         | 12    | 1:29,316         |
| –    | Andrea de Cesaris | Jordan-Ford        | 41     | 0      | DNF         | 13    | 1:29,246         |
| –    | Jean Alesi        | Ferrari            | 31     | 0      | DNF         | 06    | 1:27,998         |
| –    | Aguri Suzuki      | Lola-Ford          | 29     | 0      | DNF         | 22    | 1:31,133         |
| –    | Thierry Boutsen   | Ligier-Lamborghini | 29     | 0      | DNF         | 19    | 1:31,192         |
| –    | Martin Brundle    | Brabham-Yamaha     | 28     | 0      | DNF         | 14    | 1:30,935         |
| –    | Michele Alboreto  | Footwork-Ford      | 25     | 0      | DNF         | 26    | 1:31,804         |
| –    | Maurício Gugelmin | Leyton House-Ilmor | 24     | 0      | DNF         | 09    | 1:31,207         |
| –    | Roberto Moreno    | Benetton-Ford      | 21     | 0      | DNF         | 07    | 1:30,204         |
| –    | Éric Bernard      | Lola-Ford          | 21     | 0      | DNF         | 21    | 1:31,493         |
| –    | Ivan Capelli      | Leyton House-Ilmor | 16     | 0      | DNF         | 16    | 1:31,078         |
| –    | Riccardo Patrese  | Williams-Renault   | 1      | 0      | DNF         | 03    | 2:48,923         |

## WM-Stände nach dem Rennen
Die ersten sechs des Rennens bekamen 10, 6, 4, 3, 2 bzw. 1 Punkt(e).

### Fahrerwertung
| Pos. | Fahrer            | Konstrukteur     | Punkte |
| ---- | ----------------- | ---------------- | ------ |
| 01   | Ayrton Senna      | McLaren-Honda    | 51     |
| 02   | Nigel Mansell     | Williams-Renault | 33     |
| 03   | Riccardo Patrese  | Williams-Renault | 22     |
| 04   | Alain Prost       | Ferrari          | 21     |
| 05   | Nelson Piquet     | Benetton-Ford    | 18     |
| 06   | Gerhard Berger    | McLaren-Honda    | 16     |
| 07   | Stefano Modena    | Tyrrell-Honda    | 9      |
| 08   | Jean Alesi        | Ferrari          | 8      |
| 09   | Andrea de Cesaris | Jordan-Ford      | 7      |
| 10   | Roberto Moreno    | Benetton-Ford    | 5      |
| 11   | JJ Lehto          | Dallara-Judd     | 4      |
| 12   | Pierluigi Martini | Minardi-Ferrari  | 3      |
| 13   | Bertrand Gachot   | Jordan-Ford      | 3      |
| 14   | Mika Häkkinen     | Lotus-Judd       | 2      |
| 15   | Satoru Nakajima   | Tyrrell-Honda    | 2      |
| 16   | Aguri Suzuki      | Lola-Ford        | 1      |
| 17   | Julian Bailey     | Lotus-Judd       | 1      |

| Pos. | Fahrer             | Konstrukteur           | Punkte |
| ---- | ------------------ | ---------------------- | ------ |
| 18   | Emanuele Pirro     | Dallara-Judd           | 1      |
| 19   | Éric Bernard       | Lola-Ford              | 1      |
| 20   | Thierry Boutsen    | Ligier-Lamborghini     | 0      |
| 21   | Gianni Morbidelli  | Minardi-Ferrari        | 0      |
| 22   | Maurício Gugelmin  | Leyton House-Ilmor     | 0      |
| 23   | Nicola Larini      | Lambo-Lamborghini      | 0      |
| 24   | Érik Comas         | Ligier-Lamborghini     | 0      |
| 25   | Mark Blundell      | Brabham-Yamaha         | 0      |
| 26   | Gabriele Tarquini  | AGS-Ford               | 0      |
| 27   | Eric van de Poele  | Lambo-Lamborghini      | 0      |
| 28   | Johnny Herbert     | Lotus-Judd             | 0      |
| 29   | Martin Brundle     | Brabham-Yamaha         | 0      |
| –    | Ivan Capelli       | Leyton House-Ilmor     | 0      |
| –    | Michele Alboreto   | Footwork-Ford/-Porsche | 0      |
| –    | Stefan Johansson   | Footwork-Ford/-Porsche | 0      |
| –    | Olivier Grouillard | Fondmetal-Ford         | 0      |

### Konstrukteurswertung
| Pos. | Konstrukteur     | Punkte |
| ---- | ---------------- | ------ |
| 01   | McLaren-Honda    | 67     |
| 02   | Williams-Renault | 55     |
| 04   | Ferrari          | 29     |
| 03   | Benetton-Ford    | 23     |
| 05   | Tyrrell-Honda    | 11     |
| 06   | Jordan-Ford      | 10     |
| 07   | Dallara-Judd     | 5      |
| 08   | Minardi-Ferrari  | 3      |
| 09   | Lotus-Judd       | 3      |

| Pos. | Konstrukteur           | Punkte |
| ---- | ---------------------- | ------ |
| 10   | Lola-Ford              | 2      |
| 11   | Ligier-Lamborghini     | 0      |
| 12   | Leyton House-Ilmor     | 0      |
| 13   | Lambo-Lamborghini      | 0      |
| 14   | Brabham-Yamaha         | 0      |
| 15   | AGS-Ford               | 0      |
| –    | Footwork-Porsche/-Ford | 0      |
| –    | Fondmetal-Ford         | 0      |